# Cheilolejeunea loriana
Cheilolejeunea loriana là một loài Rêu trong họ Lejeuneaceae. Loài này được (Stephani) W. Ye & R.L. Zhu mô tả khoa học đầu tiên năm 2010.